# Pissodogryllacris mannae
Pissodogryllacris mannae är en insektsart som först beskrevs av Griffini 1909.  Pissodogryllacris mannae ingår i släktet Pissodogryllacris och familjen Gryllacrididae. Inga underarter finns listade i Catalogue of Life.